# Staurogyne axillaris
Staurogyne axillaris är en akantusväxtart som beskrevs av Spencer Le Marchant Moore. Staurogyne axillaris ingår i släktet Staurogyne och familjen akantusväxter. Inga underarter finns listade i Catalogue of Life.